# Cyrano z Bergeracu (film, 1950)
Cyrano de Bergerac je americký film z roku 1950, dlouhý 112 min.
Herec José Ferrer za tento film obdržel Oscara za svůj výkon v hlavní roli. Režii měl Michael Gordon. Hrají José Ferrer, Morris Carnovsky, Virginia Christine a Jerry Paris.